# Xã Kansas, Quận Edgar, Illinois
Xã Kansas (tiếng Anh: Kansas Township) là một xã thuộc quận Edgar, tiểu bang Illinois, Hoa Kỳ. Năm 2010, dân số của xã này là 1.003 người và 486 nhà ở.

## Địa lý
Theo điều tra dân số năm 2010, thị trấn có tổng diện tích 40,54 mét vuông (436,4 foot vuông), trong đó 40,53 mét vuông (436,3 foot vuông) (hoặc 99,98%) là đất và 0,01 dặm vuông Anh (0,026 km2) (hoặc 0,02%) là nước.

### Thành phố, thị trấn, làng mạc
- Kansas

### Thị trấn từng tồn tại
- Warrington

### Nghĩa trang
Thị trấn có tám nghĩa trang: Boyer, Cornwell, Fairview, Harmony, Pleasant Hill, Poulter, Waite và Wilhoit.

## Giáo dục
Thị trấn Kansas có hai trường học: Trường Tiểu học Kansas và Trường Trung học Kansas.

### Các khu học
- Trường Đơn vị Cộng đồng Kansas Quận 3
- Trường Đơn vị Cộng đồng Shiloh Quận 1

## Khu chính trị
- Khu dân biểu thứ 15 của Illinois
- Nhà nước Quận 110
- Quận Thượng viện Tiểu bang 55